# トラメチニブ
トラメチニブ（Trametinib）は、分子標的薬に分類される抗がん剤の一つである。MEK阻害効果（英語版）により、細胞の増殖に寄与するMAPK/ERKシグナル伝達経路を阻害して抗腫瘍効果を発揮する。MEK1およびMEK2を阻害する。商品名メキニスト。京都府立医科大学分子標的癌予防医学教室の酒井敏行教授とJTが産学連携により創薬した。開発コードGSK1120212。
転移のある悪性黒色腫の内、BRAF V600E変異陽性の腫瘍をターゲットとした第III相臨床試験でトラメチニブは良好な結果を示した。この変異では、BRAF 遺伝子でコードされる蛋白質（B-Raf）の600番目のバリン（V）がグルタミン酸（E）に置換されており、ゆえにBRAFは恒常的に活性化されている。

## 承認取得状況
2013年5月、トラメチニブは単剤でV600E変異またはV600K変異を有する悪性黒色腫に対する治療薬として米国でFDAに承認され、2014年1月には、BRAF阻害薬ダブラフェニブとの併用療法が迅速承認された。また2014年4月には欧州でEMAから「切除不能または転移性のBRAF V600変異陽性メラノーマを有する成人患者」に対しての承認を取得した。
日本では2016年3月に「BRAF 遺伝子変異を有する根治切除不能な悪性黒色腫」について承認された。

## 効能・効果
- BRAF遺伝子変異を有する切除不能な進行または再発の非小細胞肺癌
- BRAF遺伝子変異を有する悪性黒色腫

## 副作用

MAPK/ERK経路の主要要素。“P”はリン酸で、蛋白質（酵素）がリン酸化されて活性化することを示す。最上部では上皮細胞増殖因子（EGF）が細胞膜に存在する受容体（EGFR）に結合しており、これがシグナルカスケード（連鎖反応）の起点である。下流に向けて、RAF→RAS→MEK→MAPK（ERK）と活性化反応が進んで行く。最下部では、シグナルが細胞核に到達してDNAの転写が始まり、蛋白質が合成される。

治験での副作用発現率は、単剤で国内・海外通算97.3%、ダブラフェニブとの併用で89.8%であり、主な内訳は発疹、下痢、AST（GOT）増加などであった。
重大な副作用として添付文書に記載されているものは、
- 心不全（0.3%）、左室機能不全（0.5%）、駆出率減少（5.7%）などの心障害、
- ALT（GPT）（8.3%）、AST（GOT）（8.4%）等の上昇を伴う肝機能障害、
- 間質性肺疾患（0.1%）、横紋筋融解症（0.1%）、深部静脈血栓症、肺塞栓症（0.3%）、
- 脳出血、脳血管発作などの脳血管障害

である（頻度未記載は頻度不明）。

## 作用機序
MAPK/ERK経路またはRas-Raf-MEK-ERK経路とは、細胞表面での受容体刺激（リガンドと受容体の結合）を細胞核に伝える連鎖反応経路である。BRAF 遺伝子が変異すると、受容体刺激無しでBRAFが活性化して下流にシグナルを送り続け、細胞が無秩序に増殖する。変異したBRAFを阻害する事で異常なシグナル伝達を抑制し、細胞の異常増殖を抑えることができる。

## 臨床試験
切除不能の悪性黒色腫の患者322名に対してトラメチニブと従来の化学療法（ダカルバジンまたはパクリタキセル）を2対1に割り付けた結果、無増悪生存期間はトラメチニブ群4.8か月対化学療法群1.5か月であり、高度な有意差（p<0.001）が認められた。無増悪生存期間はダブラフェニブとの併用でさらに延長（5.8か月から9.4か月へ、p<0.001）した。

## 移植医療への応用
造血幹細胞移植後の患者では移植片対宿主病（GVHD）が生じ易いので通常免疫抑制剤が使用されるが、この時移植片対腫瘍効果（GVTE）をも同時に抑制するので移植後に血液がんを再発することがあった。MEK阻害薬であるトラメチニブを使用すると、GVTEを抑制する事なくGVHDを抑えられることが動物実験で明らかとなり、ヒト患者を対象とした臨床試験が予定されている。